# The Empty Chair (canción)

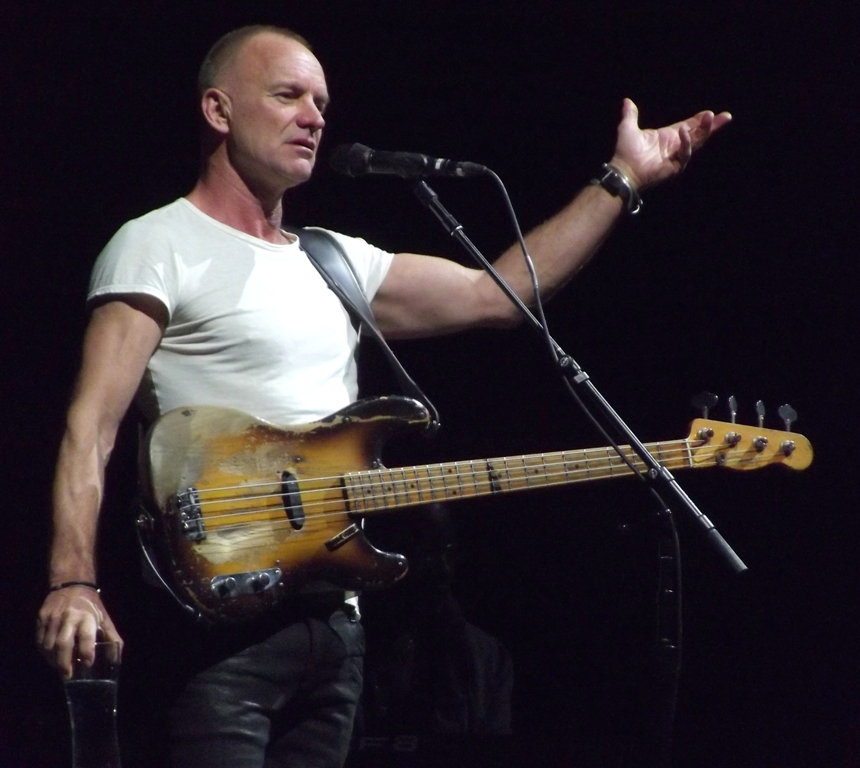

«The Empty Chair» es una canción grabada por el cantautor inglés Sting. Coescrita por Sting y el productor de discos estadounidense J. Ralph, la canción fue estrenada como el sencillo principal del álbum de la banda sonora de la película documental de 2016 Jim: The James Foley Story.
"The Empty Chair" fue nominada al Premio Óscar de 2017 en la categoría de Mejor Canción Original. Tanto Sting como J. Ralph han recibido nominaciones anteriormente en la misma categoría; Sting fue nominado tres veces antes, mientras que J. Ralph tuvo dos nominaciones anteriores.
Sting grabó una versión separada de la canción con guitarra, en lugar de piano, para su álbum de estudio 57th & 9th.

## Inspiración
La canción está escrita para la película Jim: The James Foley Story, que cuenta la vida del fotoperiodista estadounidense James "Jim" Foley, quien fue secuestrado en Siria y posteriormente decapitado por el Estado Islámico de Irak y el Levante (ISIS). Sting, quien escribió la canción con J. Ralph, habló sobre la inspiración detrás de "The Empty Chair" durante una entrevista con Billboard:
 

Hay más en juego cuando escribes sobre una persona que realmente existió, una persona con familiares y amigos a los que quieres honrar. Me alegro de haber encontrado la metáfora de la silla vacía. Dije que no al principio [cuando Ralph preguntó]. Dije 'Esto está más allá de mis poderes'. Seleccioné la canción a partir de lo que la familia y los amigos [de Jim] dijeron sobre él. Es su canción.

## Espectáculos en vivo
Sting interpretó una versión de guitarra acústica en solitario de "The Empty Chair" durante la 89.ª edición de los Premios Óscar que se transmitió en vivo el 26 de febrero de 2017. Sting también cantó la canción en noviembre de 2016 en Bataclan, un teatro de París, en un concierto exclusivo para conmemorar el ataque terrorista de 2015.